# Gerardo Ortíz

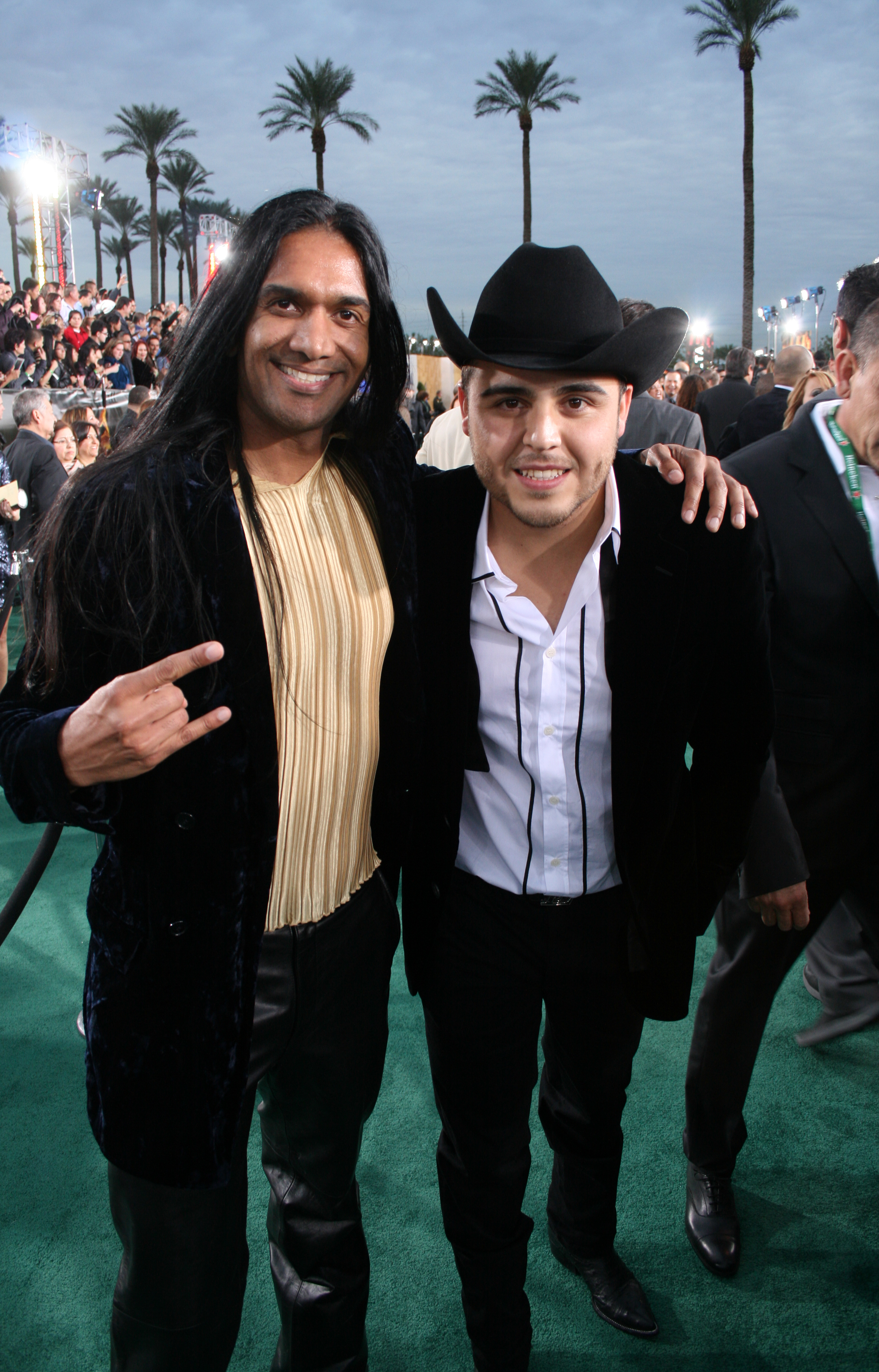
Anand Bhatt und Gerardo Ortiz (2012)

Gerardo Ortíz (* 5. Oktober 1989 in Pasadena, Kalifornien) ist ein US-amerikanischer Sänger mexikanischer Musik.

## Biografie
Gerardo Ortíz wuchs in Culiacán in Mexiko auf, wo seine Familie herstammt. Dort kam er sehr intensiv mit Musik in Berührung und nahm bereits im Kindesalter Platten auf. Mit 20 Jahren kehrte er in die Vereinigten Staaten zurück und veröffentlichte dort 2009 auch gleich sein US-Debütalbum En vivo las tundras beim Label Del Records. Es verhalf ihm zu einem großen Plattenvertrag mit Sony Music und bereits ein Jahr später erschien Ni hoy ni mañana. Es erreichte Platz fünf der Latin-Albumcharts. Das Album wurde im Jahr darauf für einen Grammy als bestes Norteño-Album nominiert.
Mit dem Livealbum Morir y existir kam er 2011 erstmals in die offiziellen Albumverkaufscharts und führte die Latincharts an. Ortíz etablierte sich in kürzester Zeit als erfolgreicher Latin-Interpret und auch seine folgenden Alben waren alle ähnlich erfolgreich. Mit dem Album El primer ministro kam er in den Verkaufscharts bis auf Platz 31. Es brachte ihm 2013 die zweite Grammy-Nominierung ein. Bei den Billboard Mexican Music Awards gehört Ortíz regelmäßig zu den Gewinnern. Mit 17 Auszeichnungen hält er dort seit 2013 die Rekordmarke.

## Diskografie

### Alben
| Jahr | Titel Musiklabel                                                               | Höchstplatzierung, Gesamtwochen, AuszeichnungChartplatzierungen (Jahr, Titel, Musiklabel, Platzierungen, Wochen, Auszeichnungen, Anmerkungen) | Höchstplatzierung, Gesamtwochen, AuszeichnungChartplatzierungen (Jahr, Titel, Musiklabel, Platzierungen, Wochen, Auszeichnungen, Anmerkungen) | Höchstplatzierung, Gesamtwochen, AuszeichnungChartplatzierungen (Jahr, Titel, Musiklabel, Platzierungen, Wochen, Auszeichnungen, Anmerkungen) | Anmerkungen                              |
| Jahr | Titel Musiklabel                                                               | US | Latin | MX | Anmerkungen                              |
| ---- | ------------------------------------------------------------------------------ | --- | --- | --- | ---------------------------------------- |
| 2010 | En vivo las tundras Del Records / Sony Music                                   | — | — | — | Erstveröffentlichung: 8. März 2010       |
| 2010 | Ni hoy ni mañana Del Records / Sony Music                                      | — | Latin5 Platin · (77 Wo.)Latin | — | Erstveröffentlichung: 10. Juni 2010      |
| 2011 | Morir y existir – en vivo Del Records / Sony Music                             | US75 (3 Wo.)US | Latin1 Gold · (32 Wo.)Latin | — | Erstveröffentlichung: 28. März 2011      |
| 2011 | Entre Dios y el diablo Del Records / Sony Music                                | US24 (7 Wo.)US | Latin1 Platin · (66 Wo.)Latin | — | Erstveröffentlichung: 5. September 2011  |
| 2012 | El primer ministro Del Records / Sony Music                                    | US31 (4 Wo.)US | Latin1 Platin · (60 Wo.)Latin | — | Erstveröffentlichung: 17. September 2012 |
| 2013 | Sold Out: En vivo desde el Nokia Theatre L. A. Del Records / Sony Music        | US115 (2 Wo.)US | Latin1 (35 Wo.)Latin | — | Erstveröffentlichung: 26. März 2013      |
| 2013 | Archivos de mi vida Del Records / Sony Music                                   | US68 (1 Wo.)US | Latin1 Platin · (41 Wo.)Latin | MX25 Platin · (48 Wo.)MX | Erstveröffentlichung: 25. November 2013  |
| 2015 | Hoy mas fuerte Badsin Entertainment / Sony Music                               | US24 (3 Wo.)US | Latin1 ×2Doppelplatin · (64 Wo.)Latin | MX1 ×3Dreifachgold · (30 Wo.)MX | Erstveröffentlichung: 18. Mai 2015       |
| 2017 | Comere Callado, Vol. 1: Con Norteno, Tuba y Guitarras Del Records / Sony Music | US107 (1 Wo.)US | Latin2 Platin · (42 Wo.)Latin | MX1 Gold · (9 Wo.)MX | Erstveröffentlichung: 23. Juni 2017      |
| 2020 | Más Caro, que ayer Badsin Entertainment / Sony Music                           | — | Latin39 (1 Wo.)Latin | MX7 Gold · (4 Wo.)MX | Erstveröffentlichung: 21. Februar 2020   |

### Singles
- 2010: En preparacion
- 2010: El troquero lokochón
- 2011: La última sombra
- 2011: Cara a la muerte
- 2011: Aquiles afirmo
- 2012: Solo vine a despedirme
- 2012: Amor confuso
- 2013: Solo vine a despedirme
- 2013: Mujer de piedra
- 2013: Mañana voy a conquistarla
- 2013: Damaso
- 2015: Por Qué Terminamos?
- 2018: El Aroma De Tu Piel
- 2018: Egoísta
- 2019: Más Caro, que ayer
- 2020: Otra Botella (feat. Gente de Zona)
- 2021: Tranquilito
- 2022: El Gabito

## Auszeichnungen für Musikverkäufe
| Goldene Schallplatte - Mexiko - 2015: für die Single Mujer de piedra - 2015: für die Single Damaso - 2019: für die Single Egoísta - Vereinigte Staaten - 2021: für die Single El rubio (Latin) - 2023: für die Single El Gabito (Latin) Platin-Schallplatte - Mexiko - 2021: für die Single El Aroma De Tu Piel - 2021: für die Single Más caro que ayer - Vereinigte Staaten - 2021: für die Single El perro (Latin) - 2021: für die Single Otra borrachera (Latin) 3× Goldene Schallplatte - Mexiko - 2020: für die Single Palma salazar | 2× Platin-Schallplatte - Mexiko - 2019: für die Single Por Qué Terminamos? - 2020: für die Single Regresa hermosa - Vereinigte Staaten - 2021: für die Single Más Caro, que ayer (Latin) 7× Goldene Schallplatte - Mexiko - 2020: für die Single Para qué lastimarme 5× Platin-Schallplatte - Vereinigte Staaten - 2020: für die Single Recordando a Manuel (Latin) 8× Platin-Schallplatte - Vereinigte Staaten - 2020: für die Single Aerolinea Carillo (Latin) - 2023: für die Single Tranquilito (Latin) Diamantene Schallplatte - Mexiko - 2024: für die Single Tranquilito |

Anmerkung: Auszeichnungen in Ländern aus den Charttabellen bzw. Chartboxen sind in ebendiesen zu finden.
| Land/RegionAuszeichnungen für Musikverkäufe (Land/Region, Auszeichnungen, Verkäufe, Quellen) | Gold       | Platin       | Diamant  | Verkäufe  | Quellen         |
| -------------------------------------------------------------------------------------------- | ---------- | ------------ | -------- | --------- | --------------- |
| Mexiko (AMPROFON)                                                                            | 8× Gold8   | 12× Platin12 | Diamant1 | 1.660.000 | amprofon.com.mx |
| Vereinigte Staaten (RIAA)                                                                    | 3× Gold3   | 32× Platin32 | —        | 2.010.000 | riaa.com        |
| Insgesamt                                                                                    | 11× Gold11 | 44× Platin44 | Diamant1 |           |                 |